# Neotanygastrella boliviensis
Neotanygastrella boliviensis är en tvåvingeart som beskrevs av Oswald Duda 1927. Neotanygastrella boliviensis ingår i släktet Neotanygastrella och familjen daggflugor.
Artens utbredningsområde är Bolivia. Inga underarter finns listade i Catalogue of Life.